# Palestinci
Palestinci (arapski: الفلسطينيون‎, al-filasTīnīyyūn), koji put ih zovu Palestinski Arapi (arapski: العرب الفلسطينيون‎, al-`Arab al-filasTīnīyyūn) je naziv koji se danas uvriježio za domorodačko stanovništvo čiji su korijeni iz Palestine i koji govore arapskim jezikom.
Palestinci je naziv koji često ima više značenja, koji put potpuno oprečna. Povijesno to je bio naziv (do XX st.), za sve stanovnike i osobe koji su podrijetlom iz Palestine, a to danas uključuje Izrael, Palestinske teritorije i Jordan.
Od XX st., kada počinje sve veće doseljavanje Židova u Palestinu (kasnije i stvaranje države Izrael ) naziv Palestinci se počeo koristiti isključivo za ne-židovsko, odnosno arapsko stanovništvo Palestine.
Izrael nominalno priznaje postojanje Palestinaca kao zasebnog entiteta, ali za arapsko stanovništvo unutar svojih granica koristi službeni izraz - Izraelski Arapi.
Ukupni broj Palestinaca se danas procjenjuje na 10 do 11 milijuna ljudi, od kojih njih polovica nema nikakvo državljanstvo i žive kao izbjeglice po razno raznim zemljama.
Prva šira uporaba naziva Palestinci kao endonima za mjesno arapsko stanovništvo Palestine dogodila se na Sirijsko-Palestinskom Kongresu 21. rujna 1921. Nakon Prvog Arapskog-izraelskog rata 1948., i prvog velikog arapskog izbjegličkog vala, i još više nakon arapskog egzodusa poslije rata iz 1967., naziv Palestinci se uvriježio ne samo za one koji su vezani podrijetlom, već za sve one koji dijele zajedničku kulturu i prošlost, ali koji žele svoju budućnost i Palestinsku nacionalnu državu.
Palestinci su religijski u najvećem broju muslimani ( suniti ), ali postoji kršćanska manjina i neke manje vjerske skupine. Gotovo polovica Palestinaca živi u okviru države Izrael, na teritoriju Zapadne obale, Pojasa Gaze i Istočnog Jeruzalema.Druga polovica, većina njih su izbjeglice, žive po po svijetu, najvećim dijelom po arapskim državama.
Palestinski narod, dugo vremena predstavljala je Palestinska oslobodilačka organizacija. Nakon Arapsko-izraelskog Sporazuma iz Osla, uspostavljen je jedan oblik prijelazne vlasti - Palestinska nacionalna samouprava, koja danas upravlja područjima Zapadne obale i Pojasa Gaze.

## Vanjske poveznice
- al-Jazeera: Palestina, narod i ljudi
- BBC: Izrael i Palestinci  Arhivirana inačica izvorne stranice od 26. veljače 2009. (Wayback Machine)
- Palestinski život i kultura na stranicama IMEU.net  Arhivirana inačica izvorne stranice od 13. travnja 2014. (Wayback Machine)
- Palestinska suvremena umjetnost
- Glas palestinskog folklora, besplatno skidanje pjesama  Arhivirana inačica izvorne stranice od 25. srpnja 2020. (Wayback Machine)
- Tradicionalna palestinska nošnja  Arhivirana inačica izvorne stranice od 22. veljače 2008. (Wayback Machine)